# InstallShield
InstallShield（インストールシールド）は、
1. Viresh Bhatiaとリック・ハロルドが設立した企業。2004年にマクロビジョンに買収された。
2. 上記の企業が開発した、インストーラまたはソフトウェアパッケージを生成するソフトウェア。

ここでは後者について説明する。

## 概要
当初の名称はInstallShield。開発元がマクロビジョンに買収された2004年、同社のソフトウェアブランドである"FLEXnet"を冠して、FLEXnet InstallShieldとして提供された。2008年4月に同社のソフトウェア部門がアクレッソ・ソフトウェア（現フレクセラ・ソフトウェア）として独立し、名称もInstallShieldに戻して開発が行われている。
Windows版のInstallShieldは主に、
1. MSIと独自のスクリプト言語であるInstallScriptの、いずれかを用いたWindows Installer (MSI) 形式のインストーラ
2. InstallScriptを用いてイベントベースのスクリプトまたはsetup.exeの実行可能なファイルを生成する独自のインストーラ

の2種類のインストーラを作成できる。

## バージョンの変遷
オリジナル製品の各種バージョンの変遷は以下の通り。
- INSTALLSHIELD 2015
- INSTALLSHIELD 2016
- INSTALLSHIELD 2018
- INSTALLSHIELD 2018 R2
- INSTALLSHIELD 2019
- INSTALLSHIELD 2019 R3
- INSTALLSHIELD 2020
- INSTALLSHIELD 2020 R3
- INSTALLSHIELD 2021
- INSTALLSHIELD 2021 R1
- INSTALLSHIELD 2021 R2
- INSTALLSHIELD 2022
- INSTALLSHIELD 2022 R1

Microsoft Visual Studio 2012以降には、無償版のLimited Editionを用いたインストーラのプロジェクトテンプレートが同梱されている。使用を開始するにはユーザー登録とInstallShieldのインストールおよびアクティベーションが必要となる。Visual Studio Communityエディションはサポートされていない。

## Windows 10でのInstallShield旧バージョンの挙動
Windows 10では、2000年前後まで各社のパッケージソフトウェア製品のインストーラとして採用されていた（一部に16bitコードが含まれる）2～5でパッケージされたインストーラからのインストールが（セキュリティ上の安全を確保するなどの目的もあって、当該の各社パッケージソフトウェア製品の正規ライセンス保持者であっても）できないように仕様変更された。
このため、例えばWindows95,98,ME,2000,XP,Vistaなどでは正常にインストールできていたゲームなどの製品でも、Windows 10ではインストーラが起動しない（動かないのはインストーラであって、インストールに成功すれば当該ソフトウェア製品そのものは動く）という事態が発生することがある。
2に関してはインストール中にテンポラリフォルダに出現する_INS0432._MPを実行ファイルに書き換え、そのファイルをインストーラと置き換えると作動する。
3と5に関してはバイパス用インストーラとして、Windows互換のオープンソースOSとして開発されているReactOS用に32bitコードに書き換えた汎用インストーラ（Windows上でも動作する）がNathan Linebackによって開発され、オンラインで無償配布されている。
- InstallSheild Engine 3.0 … InstallShield 3でパッケージ化されたアプリケーション向け。
- InstallShield Launcher 5 … InstallShield 5でパッケージ化されたアプリケーション向け。